# Schaufelhacker in Molln

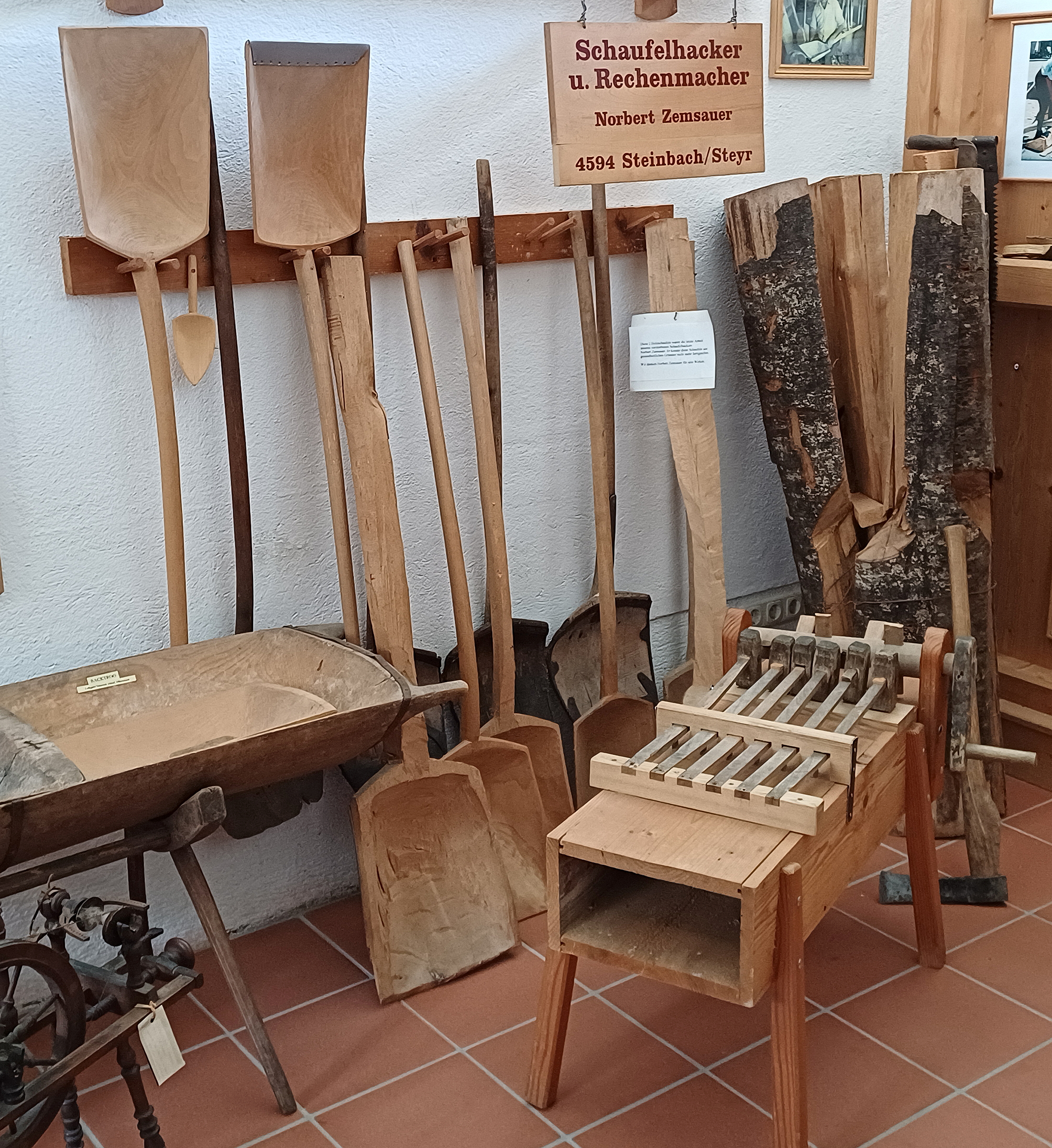
Holzschaufeln im Wilderer Museum Molln

Die Schaufelhacker in Molln gingen dem traditionellen Handwerksberuf der Schaufelhacker (Schaufelmacher) nach. Im Gebiet von Molln in Oberösterreich nehmen sie mit ihrer frühen Handwerksordnung aus dem Jahr 1600 und mit der hohen Anzahl der Handwerker eine exemplarische Rolle für dieses Handwerk in der Alpenregion ein. Der Handwerksberuf wird im Wilderermuseum in Molln anschaulich dargestellt.

## Geschichte
Die Wälder in der Eisenwurzen boten eine gute Grundlage für die Schaufelhacker, waren aber vor allem für die Eisenerzeugung von wesentlicher Bedeutung. Deshalb erließ bereits Kaiser Maximilian II. 1572 eine Holz- und Kohlewidmung, welche die Verteilung der Brennstoffe regelte und jedem Eisenhammer eine Waldzuweisung gab. Rudolf II. erließ zwei Waldordnungen für die Herrschaft Steyr. Darin wird den Förstern aufgetragen, mehrmals im Jahr durch die Forste zu gehen und zu überprüfen, ob die Schaufelhacker und andere Leute unerlaubt Holz geschlagen hätten, „wie sy bisher gethan“.
Im Jahre 1600 erhielt das „Handwerk der Schüssler, Schaufelhacker, Wagner, Rockenmacher, Drechsler und Löffler“ eine eigene Handwerksordnung, die nicht nur das Zunftwesen regelte, sondern auch Strafen für die verschwenderische oder unrechtsame Verwendung von Holz androhte.
Die Mollner Schaufelhacker bevorzugten Buchenholz, aber auch das teurere Berg-Ahorn- und Eschenholz fanden Verwendung.
Ab 1848 brachten die Auflösung der Grundherrschaften und die Gewerbefreiheit große Umwälzungen für die Handwerker im Allgemeinen und die Schaufelhacker im Speziellen.
Die alte Bindung an die Herrschaft war gelöst. Der Handwerker war frei, aber auch dem freien Marktgeschehen ausgesetzt. Die Ablöse der Häuser und Grundstück ins Eigentum brachte manche Handwerksfamilie in finanzielle Schwierigkeiten.
Außerdem musste der Holzbezug aus den Wäldern der Herrschaft Lamberg neu geregelt werden. Das Holz für die Schaufeln mussten wohl weiterhin von dort bezogen werden, es bestand aber kein Recht mehr darauf.
Mit der Gewerbeordnung 1859 wurde die bisherige Zunft durch die „Genossenschaft der Schaufelhacker, Wagner und Holzschnitzer in Molln“ abgelöst. Die Zechleute mussten ihre Zusammenkünfte damit auch von ihrem alten Herbergslokal, der Forsthub zu Molln Nr. 134, in das Haus Nr. 128 verlegen.
Anfang des 20. Jahrhunderts wurden wiederholt Versuche unternommen, Holzschaufeln fabrikmäßig herzustellen, welche aber scheiterten.
Nach dem Ersten Weltkrieg machten Billigimporte aus Rumänien den heimischen Schaufelhackern große Konkurrenz. Zu den größeren Abnehmern heimischer Produkte zählten damals die Firma Schachermayer in Linz und Eisenhändler aus Tulln an der Donau, Horn, Böheimkirchen und Heiligeneich in Niederösterreich.
Nachdem das Schaufelhacker-Handwerk seine Bedeutung verloren hatte, ging es 1938 in die „Innung des Stellmacherhandwerks in Kirchdorf“ und später in die „Landesinnung O.Ö. der Karosseriebauer und Wagner“ auf.
Im Jahr 1951 erlosch die selbstständige Zunft bzw. Genossenschaft. Im Jahr 2004 starb der letzte Mollner Meister, der noch das uralte Handwerk der Schaufelhacker erlernt hatte.

## Anzahl der Meister
Entwicklung der Anzahl der Schaufelhacker-Meister in Molln:
| Jahr | Meister | Quelle            | Bemerkung |
| ---- | ------- | ----------------- | --- |
| 1617 | 24      | Jahrtag           | |
| 1620 | 27      | Meisterbuch       | Unter den insgesamt 85 Meistern der Zunft sind 28 Wagner, 27 Schaufler, 13 Schlittenmacher, 7 Schüssler, 4 Multerer, 3 Rockenmacher und 3 Hackenhelmmacher vertreten. |
| 1704 | 13      | Jahrtagsprotokoll | |
| 1757 | 8       | Handwerksbuch     | |
| 1800 | 10      | Handwerksbuch     | Von den 10 Schauflern trugen 6 den Familiennamen Popp und 4 hießen Zemsauer (Zembsauer).                                                                              |
| 1828 | 10      | Pillwein, S. 435  | Von insgesamt 11 Schaufelhacker im Traunkreis waren 10 im Distrikts-Kommissariat Steinbach an der Steyr, d. h. in Molln, und ein Schaufelmacher in Leonstein tätig.   |
| 1935 | 6       | Zeitungsbericht   | |

## Museum

### Museum im Dorf (1998–2021)
Im Zuge der Oberösterreichischen Landesausstellung 1998 zum Thema „Land der Hämmer-Heimat Eisenwurzen“ wurde in Molln das Museum im Dorf zum Thema der traditionellen Handwerksberufe eingerichtet, und zwar mit folgenden Themen:
- Zunftwesen: Ausstellung der Zunftinsignien und interessanter Dokumente aus dem Zunftleben
- Maultrommel: Die Erzeugung der Mollner Maultrommel wurde 2014 in das Verzeichnis des Immateriellen Kulturerbes in Österreich aufgenommen.
- Schaufelhacker: Demonstration der erforderlichen Arbeitsschritte zur Herstellung von Holzschaufeln anhand von stufenweise bearbeiteten Rohlingen
- Wagner: Veranschaulichung der Erzeugung hölzerner Wagenräder

### Wilderermuseum
Nachdem das Wilderermuseum in St. Pankraz, das seinerzeit von Prof. Roland Girtler kuratiert worden war, im Jahr 2020 aufgelöst wurde, übernahm das Museum in Molln dessen Exponate und änderte seine Bezeichnung auf Wilderermuseum.
Das Museum bietet drei Schwerpunkte:
- Wilderei & Herrschaft: Es wird ein geschichtlicher Überblick der Wilderei vom Mittelalter bis in die Gegenwart gegeben. Dabei wird auch das  „Wildererdrama von Molln“ im Jahr 1919 behandelt, im Laufe dessen vier Wilderer, ein Gendarm und ein Förster ums Leben kamen.
- Handwerk: Wie schon im Museum im Dorf wird über alte Holzhandwerksberufe wie Schaufelhacker, Wagner, Rechenmacher informiert.
- Maultrommel

### Museumsgebäude
Das Museum befindet sich beim Wirt im Dorf im ehemaligen Wirtschaftstrakt der Forsthube Molln, die 1967 abgerissen wurde.

## Würdigung
- Der Schaufelhackerweg in Molln erinnert an das alte Handwerk.